# Kral TV
Kral TV ist ein privater türkischer Musiksender. Kral TV, der den Sendebetrieb im Juli 1993 aufnahm, war der erste türkische Fernsehsender, der in seinem Programm nur Musik spielte; er spielt ausschließlich türkische Musik.
Kral TV wurde von 1994 bis 2004 von Cem Uzan geführt.
Kral TV gehört zur türkischen Star-TV-Gruppe, die 2011 von der Doğan Yayın Holding an die Doğuş Yayın Grubu (Doğuş Holding) verkauft wurde.
Zwischen 1995 und 2015 veranstalteten Kral TV und Star TV zusammen eine Preisverleihung, in der jede Kategorie der türkischen Musik vertreten war (Kral Türkiye Müzik Ödülleri).